# Grupo de Nacionalistas Social-Revolucionarios
El Grupo de Nacionalistas Social-Revolucionarios (en alemán: Gruppe Sozialrevolutionärer Nationalisten, GSNR) fue una organización nacionalbolchevique de izquierda nacionalista durante la era de la República de Weimar en Alemania, fundada en el verano de 1930 por el periodista berlinés Karl Otto Paetel.

## Historia
En el verano de 1930, el GSRN publicó un manifiesto titulado Nacionalismo socialrevolucionario, en el que sus orientaciones políticas se hacían visibles en artículos individuales y luego nuevamente en forma de tesis. El grupo profesaba a la nación como «valor político supremo», al pueblo y al socialismo. Por un lado, esto debería hacerse como una «transformación espiritual», pero también con la «nacionalización de todas las grandes y medianas empresas». El grupo reconoció expresamente la «lucha de clases de los oprimidos», la alianza con la Unión Soviética y todas las «clases y naciones oprimidas».
Proviene de la decepción con el camino del Partido Nazi, al que consideraban «fascista» y «burgués», que se desarrolló principalmente después de la ruptura de Hitler con Otto Strasser en ciertos círculos de la Bundische Jugend, pero especialmente entre los jóvenes nacionalistas en torno a revistas como Die Kommenden (Paetel fue editor en jefe hasta finales del verano de 1930) y Die Tat adoptó cada vez más una postura política que enfatizaba al «bolchevique» más que a los grupos anteriores en el espectro nacionalrevolucionario o nacional-bolchevique.
Si bien el grupo, que nunca tuvo más que unos pocos cientos de miembros, inicialmente asumió que sería capaz de unir a jóvenes nacionalistas no partidistas con miembros decepcionados después de la ruptura de Strasser con Hitler en una tercera vía, sus ideas cambiaron después de que el Partido Comunista de Alemania (KPD) declaró en su manifiesto «Programa para la Liberación Nacional y Social del Pueblo Alemán», emitido por el KPD el 25 de agosto de 1930. Ahora el GSRN vio puntos de contacto entre su política y la del KPD. Paetel habló de ir «lado a lado» con el «proletariado revolucionario — con el KPD» para una revolución socialista, la derogación del Tratado de Versalles y el Plan Young y el establecimiento de un fuerte vínculo con el este de Alemania.
Después de la dimisión de Paetel del consejo editorial de la revista Die Kommenden, creó una plataforma separada para la GSRN: la revista Die sozialistische Nation, que apareció desde enero de 1931 hasta enero de 1933. Obsérvese, por ejemplo, una investigación que llevó a cabo Paetel en el verano de 1931 con los dirigentes más importantes de la derecha independiente sobre la cuestión de su posición en caso de una guerra de intervención contra la Unión Soviética. Estas respuestas, casi unánimes contra tal guerra, fueron publicadas y debatidas. En las elecciones presidenciales de 1932, Die sozialstaat recomendó la elección del candidato comunista, Ernst Thälmann. A veces la revista parecía una plataforma abierta, la correspondencia y las discusiones entre Paetel, Gollong, Grosse, Bodo Uhse, etc. por un lado, y Boris Goldenberg (KPO) o Wolfgang Abendroth (Juventud Socialista Libre), por el otro, son especialmente habituales en 1931 en la búsqueda de productos básicos.
A pesar de la proximidad parcial de sus posiciones a las del KPD, el grupo intentó no dejarse dominar por este último, pero tampoco entrar en el campo nacionalsocialista. Además de los debates y su participación en la asociación para la lucha contra el fascismo, su trabajo fue principalmente periodístico. A principios de 1933, Paetel completó su Manifiesto Nacional Bolchevique, en el que hablaba de fundar un Partido Nacional Comunista, que debería presentarse a las elecciones. La «toma del poder» de Hitler precedió a la publicación de la revista Die sozialist Nation y a la existencia del GSRN un fin inmediato. Paetel intentó entonces «construir células» de resistencia dentro de las Juventudes Hitlerianas y las SA (para subvertir y organizar la resistencia contra Hitler dentro del NSDAP) desde dentro, pero huyó de Berlín en 1935 al su vida correr peligro.